# 國村美留莉
國村 美留莉（くにむら みるり、2000年2月23日 - ）は、山口県出身の女子競輪選手。日本競輪選手会山口支部所属、ホームバンクは防府競輪場。日本競輪選手養成所第118期生。師匠は実父でもある國村洋（80期）。

## 経歴
高校時代から自転車競技を始め、父に憧れ競輪選手を志したという。
2019年1月17日、競輪学校第118回技能試験に合格。在校競走成績は9位（8勝）。
2020年5月15日、広島競輪場でデビューし2着。初勝利は2021年1月5日の広島競輪場で挙げた。
2025年8月8日、大垣FII（ミッドナイト）で初優勝。